# Alessandro Duroni

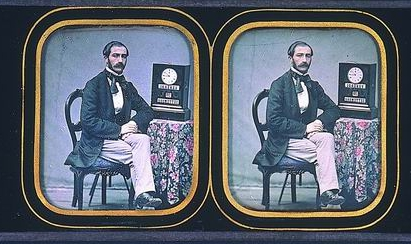
Alessandro Duroni: stereo dagerrotypie, 1855

Alessandro Duroni (1807-1870) byl italský portrétní fotograf.

## Životopis
Alessandro Duroni vlastnil fotografické studio v Miláně a na Rue Vivienne v Paříži, kde se věnoval daguerrotypijním snímkům. Pořizoval však také stereofotografie, které koloroval. Je nejznámější díky svým portrétům Giuseppe Garibaldiho a krále Viktora Emanuela II.

## Sbírky
Jeho díla se nacházejí v několika sbírkách:
- Musée Nicéphore-Niépce, Chalon-sur-Saône
- Museo natzionale Alinari della fotografia, Florencie

## Galerie

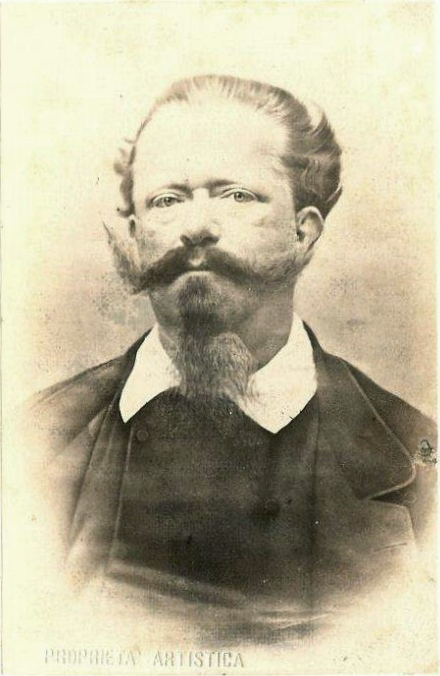
Viktor Emanuel II., Sardinsko-piemontský král a Italský král
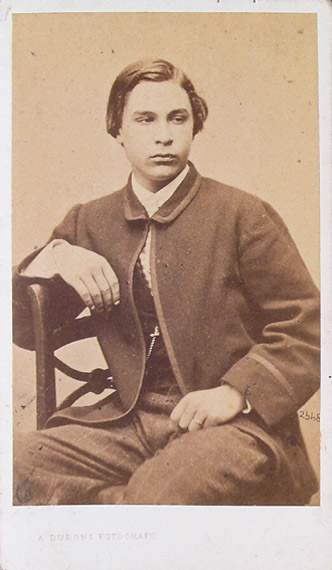
Ricciotti Garibaldi, portrét, vůdce vlastenců v partyzánské válce proti rakouské a francouzské armádě na území Itálie v letech 1848-1849 a 1851.
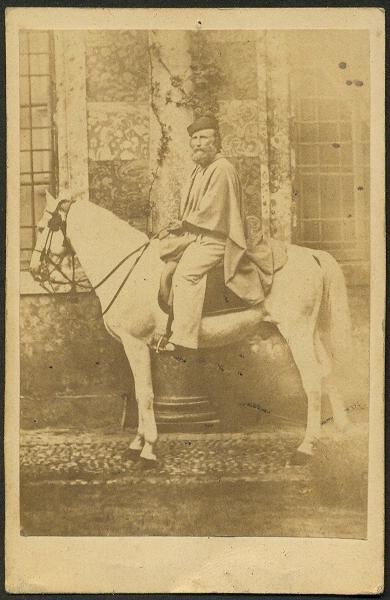
Giuseppe Garibaldi, portrét
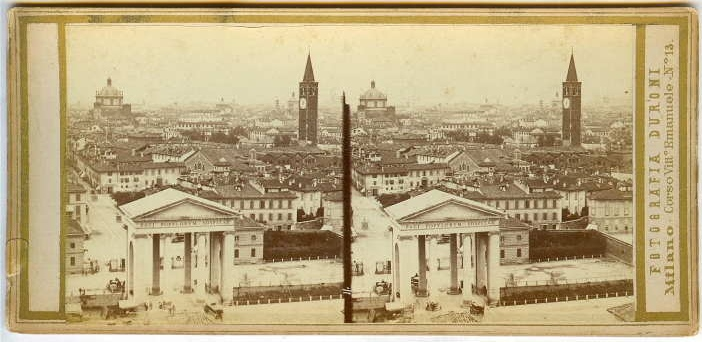
Porte Ticinese, Milan